# Asien-Meisterschaften im Straßenradsport 2022
Die Asien-Meisterschaften im Straßenradsport 2022 wurden vom 25. bis 29. März durch den Asiatischen Radsportverband in der tadschikischen Hauptstadt Duschanbe ausgetragen. Es war nach offizieller Zählung die 41. Austragung dieser Meisterschaften und die erste seit drei Jahren, nachdem sie 2020 und 2021 im Zuge der Corona-Pandemie ausfallen mussten. Im Rahmen derselben Veranstaltung fanden auch die Wettbewerbe im Paracycling statt, am 30. März außerdem noch diverse Rennen der Master-Kategorie.

## Beteiligung
Es gingen 154 Athleten aus 17 asiatischen Nationen an den Start, und zwar Afghanistan, Bahrain, Bangladesch, Indien, Indonesien, Irak, Iran, Japan, Kasachstan, Mongolei, Palästina, Pakistan, Tadschikistan, Thailand, Usbekistan, Vereinigte Arabische Emirate und Vietnam. Die Vertreter Afghanistans nahmen unter der Flagge der Islamischen Republik Afghanistans teil.

## Ablauf
Start und Ziel aller Rennen war am Platz der Freundschaft in Duschanbe.
- 25. März: Mannschaftszeitfahren Männer, Frauen
- 26. März: Einzelzeitfahren Juniorinnen, Junioren, Männer U23
- 27. März: Einzelzeitfahren Frauen U23 und Elite, Männer
- 28. März: Straßenrennen Juniorinnen, Junioren, Männer U23
- 29. März: Straßenrennen Frauen U23 und Elite, Männer

Die Entfernung im Zeitfahren betrug bei den Juniorinnen 15 km, sonst 24 km. Bei den Einzelzeitfahren war jeweils ein Vertreter pro Nation zugelassen. Die Zeitfahren der Kategorien WE und WU fanden zugleich statt, wurden aber getrennt gewertet. Auch im Straßenrennen fuhren beide Kategorien ein gemeinsames Rennen und wurden strikt getrennt gewertet.

## Ergebnisse

### Männer

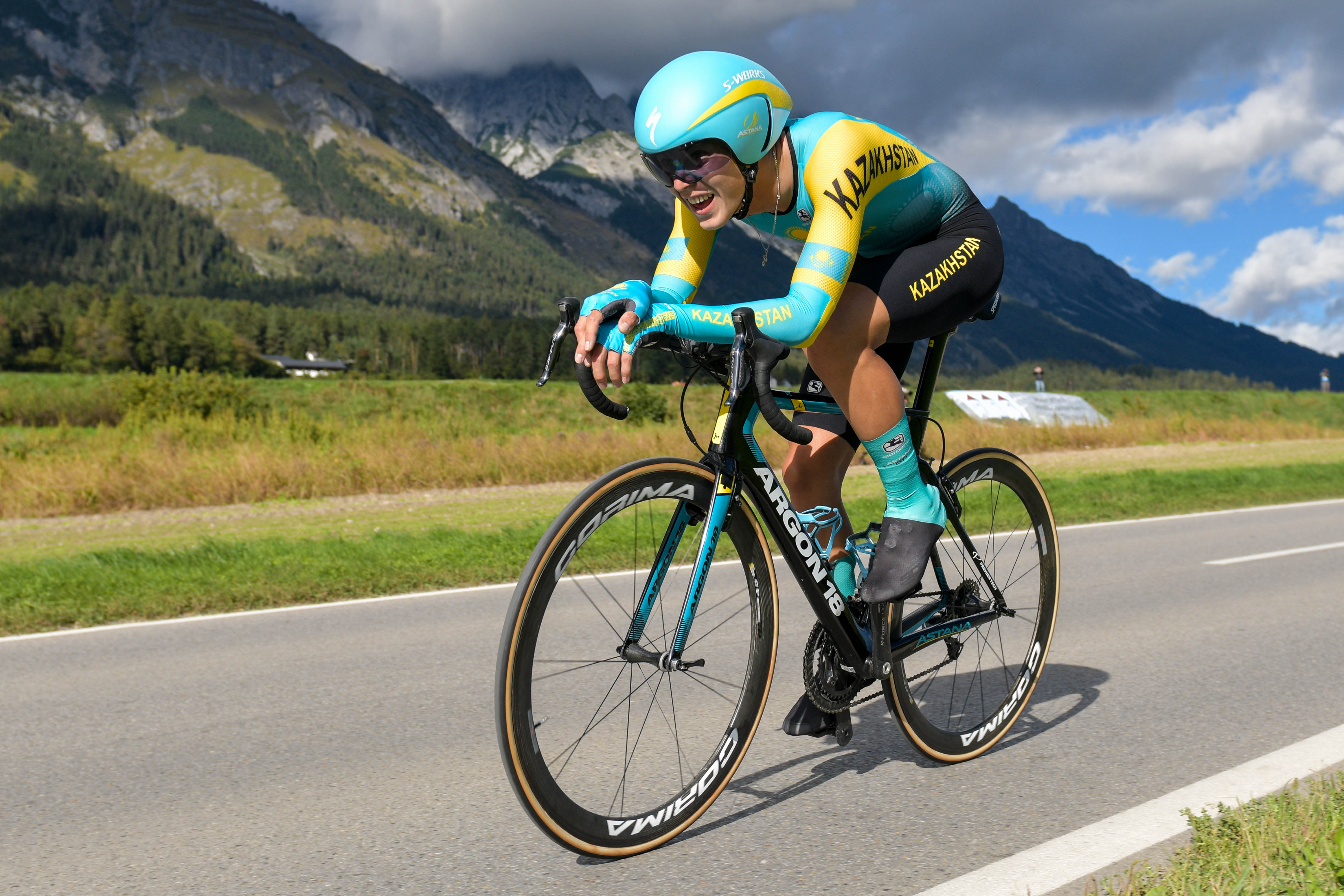
Igor Tschschan gewann das Straßenrennen der Männer.

Straßenrennen: 40 Fahrer gingen an den Start der 175 km, ein gemeldeter Fahrer trat nicht an. Drei Athleten konnten sich absetzen und machten den Sieg im Sprint aus, eine Minute vor einer weiteren Dreiergruppe. 14 Fahrer mussten das Rennen unterwegs aufgeben.
| Rang | Teilnehmer                    | Zeit      |
| ---- | ----------------------------- | --------- |
| 1    | Igor Tschschan                | 4:26:40 h |
| 2    | Nariyuki Masuda               | gl. Zeit  |
| 3    | Sainbajaryn Dschambaldschamts | gl. Zeit  |

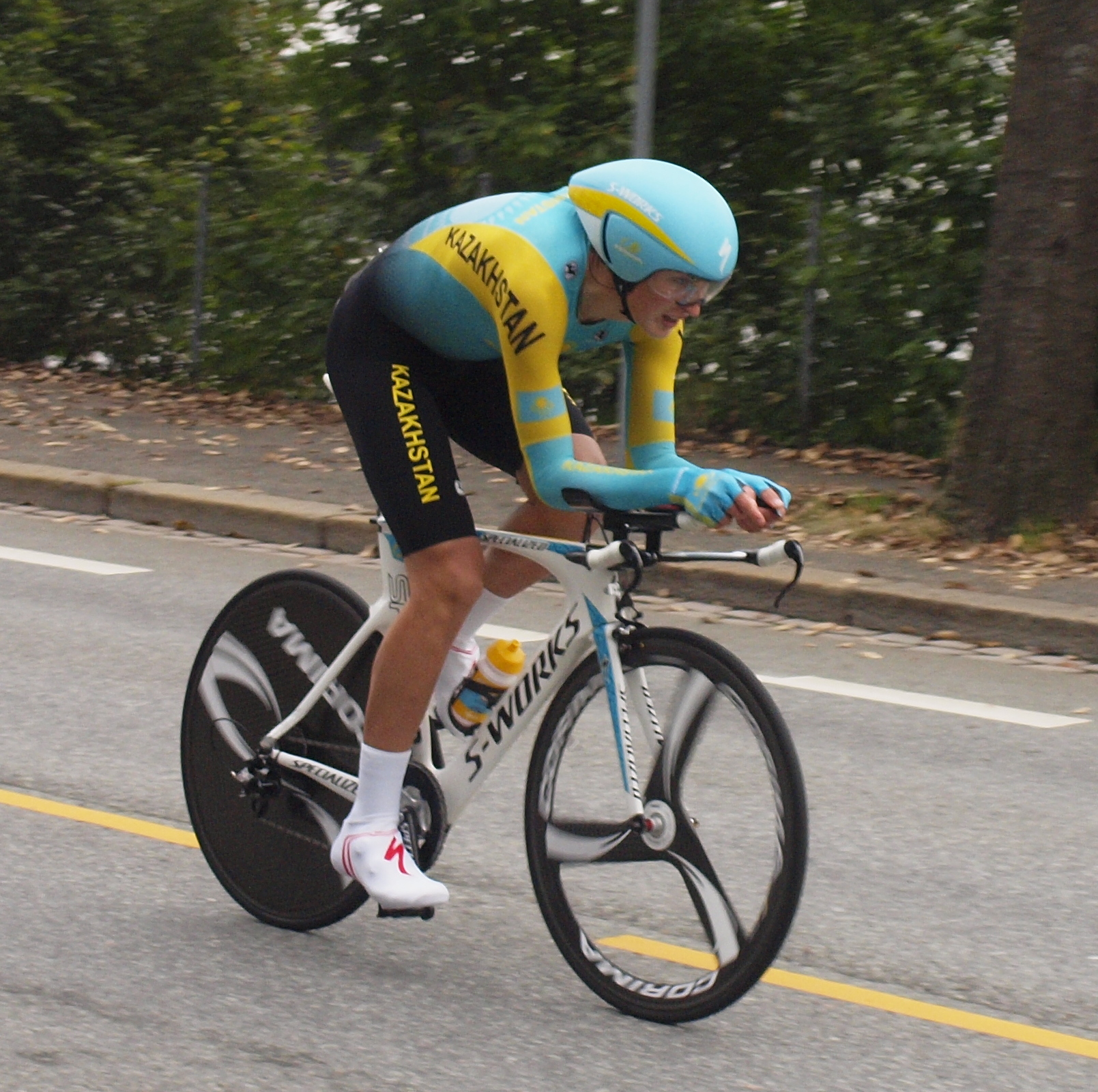
Jewgeni Fedorow gewann das Einzelzeitfahren der Männer.

Einzelzeitfahren: Am Start waren 11 Teilnehmer.
| Rang | Teilnehmer          | Zeit       |
| ---- | ------------------- | ---------- |
| 1    | Jewgeni Fedorow     | 28:45 min  |
| 2    | Nariyuki Masuda     | + 0:51 min |
| 3    | Murodjon Xolmurodov | + 1:13 min |

Mannschaftszeitfahren: Es gingen 7 Mannschaften an den Start, außer den Medaillengewinnern noch die von Indien, Indonesien, Irak und Usbekistan.
| Rang | Mannschaft | Zeit       |
| ---- | --- | ---------- |
| 1    | Kasachstan (Juri Natarow, Igor Tschschan, Jewgeni Giditsch, Jewgeni Fedorow)                                    | 26:48 min  |
| 2    | Mongolei (Tegshbayar Batsaikhan, Bilguunjargal Erdenebat, Sainbajaryn Dschambaldschamts, Maral-Erdene Batmunkh) | + 1:06 min |
| 3    | Iran (Mirsamad Pourseyedi, Behnam Ariyan, Esmail Chaichi, Mohammad Ganjkhanlou)                                 | + 1:58 min |

### Frauen

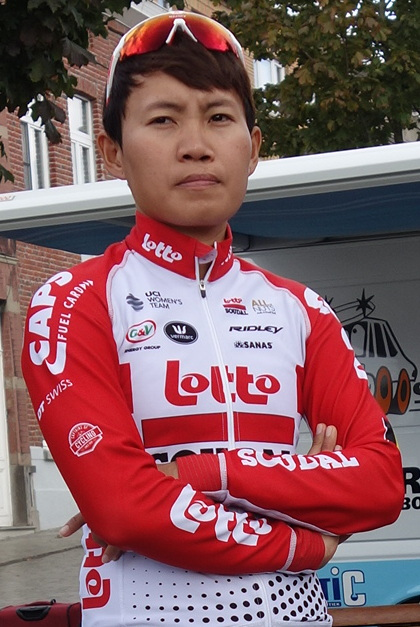
Nguyễn Thị Thật gewann das Straßenrennen der Frauen.

Straßenrennen: Die Kategorien Elite und U23 gingen gemeinsam ins 111 km lange Rennen. Im Sprint düpierte Nguyễn Thị Thật die versammelten Mannschaften Kasachstans und Usbekistans und gewann das Rennen. Die Fünftplatzierte Solowjewa gewann die Bronzemedaille, da zwei Fahrerinnen vor ihr der U23-Kategorie angehörten. Zwei der 40 gemeldeten Fahrerinnen traten nicht an, drei mussten das Rennen unterwegs aufgeben.
| Rang | Teilnehmerin           | Zeit      |
| ---- | ---------------------- | --------- |
| 1    | Nguyễn Thị Thật        | 3:11:37 h |
| 2    | Machabbat Ümitschanowa | gl. Zeit  |
| 3    | Anschelika Solowjewa   | gl. Zeit  |

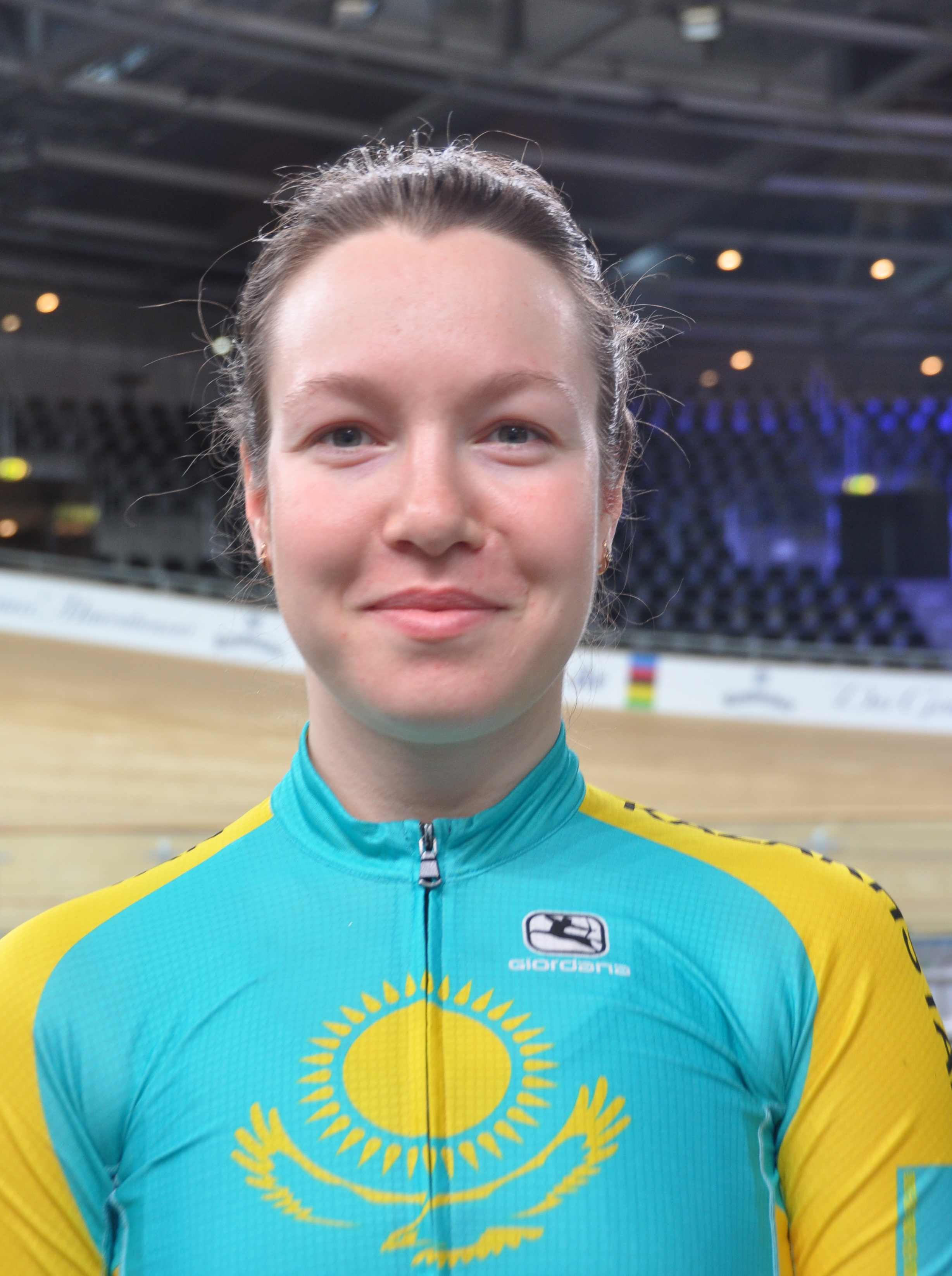
Rinata Sultanowa gewann das Einzelzeitfahren der Frauen.

Einzelzeitfahren: Am Start waren 11 Teilnehmerinnen.
| Rang | Teilnehmerin        | Zeit       |
| ---- | ------------------- | ---------- |
| 1    | Rinata Sultanowa    | 33:25 min  |
| 2    | Ayustina Priatna    | + 0:34 min |
| 3    | Solongo Tserenlkham | + 1:39 min |

Mannschaftszeitfahren: Es gingen 4 Mannschaften an den Start; neben den Medaillengewinnern musste sich Vietnam mit dem vierten Platz begnügen.
| Rang | Mannschaft                                                                                  | Zeit       |
| ---- | ------------------------------------------------------------------------------------------- | ---------- |
| 1    | Usbekistan (Schachnosa Abdullajewa, Yanina Kuskova, Margarita Missjurina, Anna Kulikowa)    | 32:14 min  |
| 2    | Kasachstan (Rinata Sultanowa, Faina Potapowa, Machabbat Ümitschanowa, Anschelika Solowjewa) | + 0:10 min |
| 3    | Iran (Mandana Dehghan, Reyhaneh Khatouni, Sajedeh Siyahian, Somayeh Yazdani)                | + 2:02 min |

### Männer U23
Straßenrennen: Die Streckenlänge betrug 126 km. Die kasachische Mannschaft dominierte das Rennen und setzte sich mit drei Fahrern ab, die über fünf Minuten auf den Rest des Feldes herausfuhren und gemeinsam ins Ziel kamen, ohne um den Sieg zu sprinten; Gleb Brussenski überquerte als erster die Linie. Von den 32 Teilnehmern kamen sechs nicht ins Ziel, weitere sechs überschritten das Zeitlimit.
| Rang | Teilnehmer        | Zeit      |
| ---- | ----------------- | --------- |
| 1    | Gleb Brussenski   | 3:10:42 h |
| 2    | Daniil Pronski    | gl. Zeit  |
| 3    | Nikolas Winokurow | gl. Zeit  |

Einzelzeitfahren: Am Start waren 12 Teilnehmer.
| Rang | Teilnehmer      | Zeit       |
| ---- | --------------- | ---------- |
| 1    | Ahmed Madan     | 29:26 min  |
| 2    | Alexei Fomowski | + 0:37 min |
| 3    | Aidin Aliyari   | + 1:40 min |

### Frauen U23
Straßenrennen: 14 Fahrerinnen im Straßenrennen der Frauen kamen in die Wertung der U23-Kategorie. Die besten Drei unter ihnen belegten den dritten, vierten bzw. sechsten Rang und bildeten das Podium der U23.
| Rang | Teilnehmerin           | Zeit      |
| ---- | ---------------------- | --------- |
| 1    | Akpeil Ossim           | 3:11:37 h |
| 2    | Swetlana Paschtschenko | gl. Zeit  |
| 3    | Yanina Kuskova         | gl. Zeit  |

Einzelzeitfahren: Am Start waren 6 Teilnehmerinnen. Die Zeit der Erstplatzierten hätte für eine Bronzemedaille bei der Elite genügt, deren Fahrerinnen zur gleichen Zeit auf dem gleichen Parcours unterwegs waren.
| Rang | Teilnehmerin     | Zeit       |
| ---- | ---------------- | ---------- |
| 1    | Yanina Kuskova   | 34:08 min  |
| 2    | Bota Batyrbekowa | + 2:32 min |
| 3    | Safiya Al Sayegh | + 2:55 min |

### Junioren
Straßenrennen: Die Streckenlänge betrug 111 km. Das Rennen nahm einen ähnlichen Verlauf wie das der Juniorinnen zuvor: Je ein Fahrer aus Usbekistan und Kasachstan bildeten ein Spitzenduo, erneut mit dem besseren Ausgang für Usbekistan. Insgesamt waren 22 Fahrer am Start, von denen 19 das Ziel erreichten. Der ursprüngliche Gewinner, Samandar Sultanow aus Usbekistan, wurde später wegen eines positiven Dopingtests disqualifiziert, die übrigen Teilnehmer rückten um einen Platz auf.
| Rang | Teilnehmer        | Zeit       |
| ---- | ----------------- | ---------- |
| 1    | Samandar Sultanow | 2:47:13 h  |
| 1    | Maxim Taraskin    | 2:47:13 h  |
| 2    | Ilja Karabutow    | + 9:37 min |
| 3    | Dijor Tochirow    | gl. Zeit   |

Einzelzeitfahren: Am Start waren 8 Teilnehmer.
| Rang | Teilnehmer             | Zeit       |
| ---- | ---------------------- | ---------- |
| 1    | Alexei Waganow         | 31:14 min  |
| 2    | Mohammad Darzi Ramandi | + 0:45 min |
| 3    | Davaajargal Altangerel | + 0:54 min |

### Juniorinnen
Straßenrennen: Das Rennen ging über 61 km durch die größeren Straßen im Stadtgebiet von Duschanbe. Im 17-köpfigen Feld waren Kasachstan, Usbekistan und Thailand je viermal vertreten. Zu Beginn setzten sich Kasachstan und Usbekistan geschlossen von den anderen ab, bevor sie je eine Vertreterin ziehen ließen, die den Sieg im Sprint entschieden. Die beiden Vertreterinnen des Gastlandes mussten das Rennen aufgeben.
| Rang | Teilnehmerin    | Zeit       |
| ---- | --------------- | ---------- |
| 1    | Sofija Karimowa | 1:36:45 h  |
| 2    | Alina Spirina   | gl. Zeit   |
| 3    | Darija Kasakbai | + 3:54 min |

Einzelzeitfahren: Am Start waren 6 Teilnehmerinnen.
| Rang | Teilnehmerin       | Zeit       |
| ---- | ------------------ | ---------- |
| 1    | Anna Kuskova       | 20:07 min  |
| 2    | Darija Kasakbai    | + 0:48 min |
| 3    | Nguyễn Thị Bé Hồng | + 1:50 min |

## Medaillenspiegel
| Platz  | Land                         | Gold | Silber | Bronze | Gesamt |
| ------ | ---------------------------- | ---- | ------ | ------ | ------ |
| 1      | Kasachstan                   | 8    | 8      | 3      | 19     |
| 2      | Usbekistan                   | 4    | 1      | 3      | 8      |
| 3      | Vietnam                      | 1    | 0      | 1      | 2      |
| 4      | Bahrain                      | 1    | 0      | 0      | 1      |
| 5      | Japan                        | 0    | 2      | 0      | 2      |
| 6      | Iran                         | 0    | 1      | 3      | 4      |
| 6      | Mongolei                     | 0    | 1      | 3      | 4      |
| 8      | Indonesien                   | 0    | 1      | 0      | 1      |
| 9      | Vereinigte Arabische Emirate | 0    | 0      | 1      | 1      |
| Gesamt | Gesamt                       | 14   | 14     | 14     | 42     |